# جاسم الكواري
جاسم عجلان الكواري (مواليد 17 نوفمبر 1994) هو لاعب كرة قدم قطري يلعب في مركز حارس مرمى.

## مسيرة اللاعب
لعب مع نادي الشحانية ونادي الوعب.